# Sven Roes
Sven Roes (ur. 26 listopada 1999 w Leeuwarden) – holenderski łyżwiarz szybki specjalizujący się w short tracku, olimpijczyk z Pekinu 2022.

## Życie prywatne
Mieszka w Heerenveen. Razem z innym shorttrackistą Steynem Landem prowadzą kanał w serwisie YouTube.

## Wyniki

### Igrzyska olimpijskie
- Pekin 2022
  - 1500 m – 14. miejsce
  - sztafeta mężczyzn – 7. miejsce

### Mistrzostwa Europy
- Debreczyn 2020
  - sztafeta mężczyzn - 2. miejsce

### Mistrzostwa świata juniorów
- Montreal 2019
  - 1000 m - 6. miejsce
  - 1500 m - 21. miejsce
  - sztafeta mężczyzn - 2. miejsce